# Илайза Душку
Ила̀йза Ду̀шку (Eliza Dushku: личното име на английски: Eliza, фамилията на албански: Dushku) e американска актриса. Известна е най-вече с ролите си в сериалите „Бъфи, убийцата на вампири“ и „Ейнджъл“, както и от хоръра „Погрешен завой“. Тя също е озвучител на компютърни игри.

## Биография

### Произход и образование
Душку е родена в Уотъртаун. Дъщеря е на Филип Р. Душку, който работи като администратор и учител в Бостън, и Джудит Душку, която е професор по политология. Баща ѝ е албанец, а майка ѝ – датчанка. Душку учи в държавното училище „Бийвър“ и завършва гимназия „Уотъртаун“. През 2020 г. завършва специалност психология в Бостън.

### Кариера

#### Първи филми
Душку започва своята актьорска кариера, когато е на 10 години. Тя е открита след 5-месечно търсене за главната героиня Алис във филма „Тази нощ“. През 1993 г. Душку получава роля за филма „Животът на момчето“ заедно с Робърт Де Ниро и Леонардо ди Каприо, роля, която ѝ отваря много врати. Следващите няколко години тя получава ролята на дъщерята на героите на Арнолд Шварценегер и Джейми Лий Къртис в „Истински лъжи“. Получава роля и във филма „Сбогом, любов“, където играе дъщерята на героя на Пол Райзър. Играе и във филма „Слънчево рали“. Получава и много други роли в телевизионни сериали или късометражни филми. Междувременно се оттегля за малко от актьорските ангажименти, защото иска да завърши гимназия.

#### По-късна кариера
След като завършва гимназия, тя получава роля в сериала „Бъфи, убийцата на вампири“, където играе Фейт. Героиня, която създавала само проблеми. Въпреки че са планирали да се снима само в пет епизода, Фейт много се харесва на аудиторията и тя участва в целия трети сезон и също се връща в два епизода на четвърти сезон. След като виждат колко добре се справя в „Бъфи, убийцата на вампири“, тя е взета да участва в сериала „Ейнджъл“ отново само за няколко епизода. За последно Фейт се появява в „Бъфи, убийцата на вампири“, където взема участие в последните 5 епизода на сериала.
През 2000 г. Душку взима участие в комедийния филм „Мажоретки“, след това в „Чистилището: Soul Survivors“ и в „Слънчево рали“. През 2001 г. участва в „Новакът“ и „Град край морето“, където си партнира с Робърт Де Ниро и Джеймс Франко. Същата година Кевин Смит ѝ предлага роля в „Джей и мълчаливият Боб отвръщат на удара“.
През 2003 г. Душку получава роля в „Погрешен завой“ и „Целувката“. През същата година е началото на участието ѝ в сериала „Ясновидката Тру“, където играе главната роля. Нейната героиня Тру започва работа в градската морга, където открива, че има способността да преживява дните отново и да спаси загиналия човек.
През 2005 г. участва в постановка на пиесата „Dog Sees God“, където играе ролята на сестрата на Ван. Преустановява участието си в постановката през 2006 г.
Получава малка роля в сериала на FOX „Медицинските сестри“. Но FOX решава, че няма да излъчи този епизод и ще намери друга актриса за ролята.
Душку взема участие в музикалните клипове на Simple Plan – „I'm just a kid“ и Nickelback – „Rockstar“.
Душку взема участие и в две видео игри. Тя озвучава Юми в английската версия на играта „Yakuza“ за PlayStation 2, която е разработена и създадена от SEGA и пусната на пазара през септември 2006 г. Тя озвучава и Шонди, един от главните герои на „Saints Row 2“, която е разработена и създадена от Volition, Inc. и пусната на пазара от THQ през 14 октомври 2008 г. за PlayStation 3 и Xbox 360. Тя озвучава още Руби Малоун, главния герой от играта „WET“.

#### Кариера след 2005 г.
През октомври 2005 г. Душку е поканена да участва във филма „Наглите“. Филмът е пуснат по кината през 2007 г. от Tribeca Film Festival. Друг проект е филмът „На Бродуей“, заснет в Бостън. Филмът получава положителни отзиви благодарение на отличната игра на Душку. „На Бродуей“ получава шест награди.
През 2006 г. участва в „Секс и закуска“. Филмът излиза на широките екрани на 30 ноември 2007 г. и пуснат на DVD на 22 януари 2008 г. През 2008 г. Душку се снима в „Отворени гробове“. Играе главна героиня в „Прикриването“ и „Азбучният убиец“. И двата филма са основани на истински истории. Едната от тях е снимана от Роб Шмид, който също е режисирал и „Погрешен завой“. Двата филма излизат на екран през 2008 г. Душку взима участие и в „Бутилка Шок“, режисиран от Рандъл Милър.
През 26 август 2007 г. Душку подписва договор с Fox Broadcasting и 20th Century Fox. Двете компании възнамеряват да произведат сериал, в който тя да изиграе главната героиня.
На 31 октомври 2007 г. тя се завръща на екрана с нов сериал, който носи заглавието „Къща за кукли“. Тя продуцира и играе главната героиня в него. Сериалът се излъчва през 2008 – 2009 г. Благодарение на многобройните си фенове „Къща за кукли“ получава и втори сезон. Но на 11 ноември 2009 г. FOX прекратяват снимките му. Последният епизод е излъчен на 16 декември 2009 г.
През 2010 г. Душку озвучава играта „Noah's Ark: The New Beginning“ и играе във филма „Заключен“. През 2011 г. си партнира с Джейсън Флойд в „Един изстрел“. „Един изстрел“ е малък клип, които е пуснат в Youtube на 13 май 2011 г. Същата година Душку посещава Албания, за да заснеме филм, с който да рекламира Албания и да привлече повече туристи в страната.
Душку има водеща роля в анимационния онлайн сериал „Торчлуд: Мрежа от лъжи“, базирана на BBC сериите на „Торчлуд: Чуден ден“.
През юни 2012 г. Душку се снима с Кейти Касиди, Джина Гершон и Мишел Траченбърг във филма „Драскачката“ режисиран от Джон Суитс и продуциран от Габриел Коуън.

## Личен живот
Днес Душку живее в Лоръл Кениън, Лос Анджелис, Калифорния. Изпълнителен директор е на своята собствена компания „Бостън Дива Продъкшънс“.
През 2006 г. тя посещава баща си в Албания, след като министър-председателят на Албания Сали Бериша я кани в страната. Тя посещава Косово и си татуира двуглав орел на врата. Обявена е за почетен гражданин на Тирана.
През 2009 г. Душку се запознава с Рик Фокс, който играе за отбора на „Лос Анджелис Лейкърс“. През 2010 г. двамата обявяват публично, че живеят заедно.
След посещението си в Албания през 2011 г. тя получава албанско гражданство.
През декември 2011 г. обявява, че е станала веганка. През декември 2014 г. обявява в профила си в Twitter, че вече не е вегетарианка. Открито признава, че страда от Синдром на дефицит на вниманието и хиперактивност.
През 2018 г. се омъжва за бизнесмена Питър Паланджян. На следващата година им се ражда син.

## Отличия и награди
Номинирана е 2 пъти през 2004 г.:
- Teen Choice Award за Изгряваща звезда – жена от сериала „Ясновидката Тру“ и
- награда „Сатурн“ от Академията по научна фантастика, фентъзи и филми на ужасите за „Най-добра актриса в ТВ сериал“ от сериала „Ясновидката Тру“.

Списание „Максим“ я обявява за 6-а в класацията си за най-секси жена на 2009 г.
През 2009 г. е номинирана за Scream Awards за „Най-добра актриса – фантастика“ за ролята и на Ехо.

## Филмография
| Година      | Заглавие                                 | Роля                                | Бележка                             |
| ----------- | ---------------------------------------- | ----------------------------------- | ----------------------------------- |
| 1992        | Тази нощ                                 | Алис Блум                           |                                     |
| 1993        | Животът на момчето                       | Пърл                                |                                     |
| 1994        | Fishing with George                      | Пайпър Рийвс                        | Къс филм                            |
| 1994        | Истински лъжи (True Lies)                | Дана Таскър                         |                                     |
| 1995        | Сбогом любов                             | Ема                                 |                                     |
| 1995        | Джърни                                   | Кат                                 | ТВ филм                             |
| 1996        | Слънчево рали                            | Синди Джонсън                       |                                     |
| 1998 – 2003 | Бъфи, убийцата на вампири                | Фейт                                | 20 епзиода                          |
| 2000        | Луди амазонки (Bring It On)              | Миси Пантон                         |                                     |
| 2000 – 2003 | Ейнджъл                                  | Фейт                                | 6 епизода                           |
| 2001        | Джей и мълчаливият Боб отвръщат на удара | Сиси                                |                                     |
| 2001        | Soul Survivors                           | Анабела                             |                                     |
| 2002        | Новакът                                  | Даниела                             |                                     |
| 2002        | Град край морето                         | Джина                               |                                     |
| 2002        | King of the Hill                         | Джордан Бронсън (глас)              | Епизод: „Get Your Freak Off“        |
| 2003        | Погрешен завой                           | Джеси Бърлингейм                    |                                     |
| 2003        | Целувката                                | Меган                               | Видео                               |
| 2003 – 2005 | Ясновидката Тру                          | Тру Дейвис                          | 26 епзиода                          |
| 2005        | Шеметни години                           | Сара                                | Епизод: „It's All Over Now“         |
| 2006        | The Last Supper                          | Сервитьорка                         | Кратък филм                         |
| 2007        | Медицински сестри                        | Ева Мороу                           | ТВ филм                             |
| 2007        | На Бродуей                               | Лена Уилсън                         |                                     |
| 2007        | Наглите                                  | Кмет                                |                                     |
| 2007        | Грозната Бети                            | Камерън Ашлок                       | Епизод: „Giving Up the Ghost“       |
| 2007        | Секс и закуска                           | Рене                                |                                     |
| 2008        | Бутилка Шок                              | Джо                                 |                                     |
| 2008        | Азбучният убиец                          | Меган Пейдж                         |                                     |
| 2008        | Прикриването                             | Моника Райт                         |                                     |
| 2009        | Отворени гробове                         | Ерика                               |                                     |
| 2009 – 2010 | Къща за кукли                            | Ехо                                 | 27 епизода                          |
| 2010        | Заключен                                 | Рене                                |                                     |
| 2010        | Теория за Големия взрив                  | Специален агент от ФБР Ангела Пейдж | Епизод: „The Apology Insufficiency“ |
| 2011        | Robotomy                                 | Шокзана (глас)                      | Епизод: „From Wretchnya with Love“  |
| 2011        | Noah's Ark: The New Beginning            | Залбет (глас)                       | Пост-продукция                      |
| 2011        | Batman: Year One                         | Селина Кайл (глас)                  | Анимационен филм                    |
| 2011        | DC Showcase: Catwoman                    | Селина Кайл (глас)                  | Кратък филм                         |
| 2011        | White Collar                             | Ракел Ларок                         | Сезон 3 Епизод 9: On The Fence      |
| 2011        | The Guild                                | Себе си                             | Епизод: „Social Traumas“            |
| 2011        | The League                               | Кристен                             | Епизод: „The Light of Genesis“      |
| 2013        | Светецът                                 | Патриша Холм                        | ТВ филм                             |
| 2014        | Драскачката                              | Силк                                | Мистерия, трилър                    |

| Година | Име                                    | Роля          |
| ------ | -------------------------------------- | ------------- |
| 2003   | Buffy the Vampire Slayer: Chaos Bleeds | Фейт          |
| 2005   | Yakuza                                 | Юми           |
| 2008   | Saints Row 2                           | Шунди         |
| 2009   | Wet                                    | Руби Малоун   |
| 2011   | Fight Night Champion                   | Меган МакКуин |